# مک کورد بند، میسوری
مک کورد بند (به انگلیسی: McCord Bend) یک روستا (ایالات متحده آمریکا) در ایالات متحده آمریکا است که در شهرستان استون، میزوری واقع شده‌است.
 مک کورد بند ۰٫۸۴ کیلومتر مربع مساحت و ۲۹۷ نفر جمعیت دارد و ۲۹۵ متر بالاتر از سطح دریا واقع شده‌است.